# Sonata Arctica/Diskografie
Diese Diskografie ist eine Übersicht über die musikalischen Werke der finnischen Power-Metal-Band Sonata Arctica. Den Schallplattenauszeichnungen zufolge hat sie bisher mehr als 180.000 Tonträger verkauft. Ihre erfolgreichste Veröffentlichung ist das Album Ecliptica mit über 30.000 verkauften Einheiten.

## Alben

### Studioalben
| Jahr | Titel Musiklabel                                            | Höchstplatzierung, Gesamtwochen, AuszeichnungChartplatzierungen (Jahr, Titel, Musiklabel, Platzierungen, Wochen, Auszeichnungen, Anmerkungen) | Höchstplatzierung, Gesamtwochen, AuszeichnungChartplatzierungen (Jahr, Titel, Musiklabel, Platzierungen, Wochen, Auszeichnungen, Anmerkungen) | Höchstplatzierung, Gesamtwochen, AuszeichnungChartplatzierungen (Jahr, Titel, Musiklabel, Platzierungen, Wochen, Auszeichnungen, Anmerkungen) | Höchstplatzierung, Gesamtwochen, AuszeichnungChartplatzierungen (Jahr, Titel, Musiklabel, Platzierungen, Wochen, Auszeichnungen, Anmerkungen) | Anmerkungen                                                                               |
| Jahr | Titel Musiklabel                                            | DE | AT | CH | FI | Anmerkungen                                                                               |
| ---- | ----------------------------------------------------------- | --- | --- | --- | --- | ----------------------------------------------------------------------------------------- |
| 1999 | Ecliptica Spinefarm Records                                 | — | — | — | FI31 Gold · (4 Wo.)FI | Erstveröffentlichung: 22. November 1999 Verkäufe: + 31.000                                |
| 2001 | Silence Spinefarm Records                                   | — | — | — | FI3 Gold · (7 Wo.)FI | Erstveröffentlichung: 4. September 2001 Verkäufe: + 27.000                                |
| 2003 | Winterheart’s Guild Spinefarm Records                       | DE88 (1 Wo.)DE | — | — | FI3 Gold · (12 Wo.)FI | Erstveröffentlichung: 3. Juni 2003 Verkäufe: + 24.000                                     |
| 2004 | Reckoning Night Nuclear Blast                               | DE77 (1 Wo.)DE | — | CH85 (2 Wo.)CH | FI2 Gold · (8 Wo.)FI | Erstveröffentlichung: 22. September 2004 Verkäufe: + 19.000                               |
| 2007 | Unia Nuclear Blast                                          | DE35 (2 Wo.)DE | AT62 (1 Wo.)AT | CH40 (2 Wo.)CH | FI1 Gold · (22 Wo.)FI | Erstveröffentlichung: 23. Mai 2007 Verkäufe: + 24.000                                     |
| 2009 | The Days of Grays Nuclear Blast                             | DE24 (2 Wo.)DE | AT52 (1 Wo.)AT | CH26 (2 Wo.)CH | FI2 Gold · (9 Wo.)FI | Erstveröffentlichung: 22. September 2009 Verkäufe: + 17.000                               |
| 2012 | Stones Grow Her Name Nuclear Blast                          | DE24 (2 Wo.)DE | AT29 (2 Wo.)AT | CH21 (2 Wo.)CH | FI1 Gold · (21 Wo.)FI | Erstveröffentlichung: 22. Mai 2012 Verkäufe: + 12.000                                     |
| 2014 | Pariah’s Child Nuclear Blast                                | DE31 (1 Wo.)DE | AT30 (1 Wo.)AT | CH13 (3 Wo.)CH | FI1 (14 Wo.)FI | Erstveröffentlichung: 1. April 2014                                                       |
| 2014 | Ecliptica Revisited: 15th Anniversary Edition Nuclear Blast | — | — | — | FI20 (1 Wo.)FI | Erstveröffentlichung: 24. Oktober 2014 Neuaufnahme des Albums Ecliptica aus dem Jahr 1999 |
| 2016 | The Ninth Hour Nuclear Blast                                | DE22 (1 Wo.)DE | AT43 (1 Wo.)AT | CH18 (2 Wo.)CH | FI2 (7 Wo.)FI | Erstveröffentlichung: 7. Oktober 2016                                                     |
| 2019 | Talviyö Nuclear Blast                                       | DE26 (1 Wo.)DE | AT54 (1 Wo.)AT | CH22 (1 Wo.)CH | FI2 (2 Wo.)FI | Erstveröffentlichung: 6. September 2019                                                   |
| 2024 | Clear Cold Beyond Atomic Fire                               | DE26 (1 Wo.)DE | AT29 (1 Wo.)AT | CH12 (1 Wo.)CH | FI7 (2 Wo.)FI | Erstveröffentlichung: 8. März 2024                                                        |

### Livealben
| Jahr | Titel Musiklabel                                   | Höchstplatzierung, Gesamtwochen, AuszeichnungChartplatzierungen (Jahr, Titel, Musiklabel, Platzierungen, Wochen, Auszeichnungen, Anmerkungen) | Höchstplatzierung, Gesamtwochen, AuszeichnungChartplatzierungen (Jahr, Titel, Musiklabel, Platzierungen, Wochen, Auszeichnungen, Anmerkungen) | Höchstplatzierung, Gesamtwochen, AuszeichnungChartplatzierungen (Jahr, Titel, Musiklabel, Platzierungen, Wochen, Auszeichnungen, Anmerkungen) | Höchstplatzierung, Gesamtwochen, AuszeichnungChartplatzierungen (Jahr, Titel, Musiklabel, Platzierungen, Wochen, Auszeichnungen, Anmerkungen) | Anmerkungen |
| Jahr | Titel Musiklabel                                   | DE | AT | CH | FI | Anmerkungen |
| ---- | -------------------------------------------------- | --- | --- | --- | --- | --- |
| 2002 | Songs of Silence – Live in Tokyo Spinefarm Records | — | — | — | FI22 (6 Wo.)FI | Erstveröffentlichung: 22. November 2002 |
| 2006 | For the Sake of Revenge – Live Nuclear Blast       | — | — | — | FI25 Gold · (11 Wo.)FI | Erstveröffentlichung: 31. März 2006 Verkäufe: + 6.000                                                                                          |
| 2011 | Live in Finland Nuclear Blast                      | DE92 (1 Wo.)DE | — | — | FI20 (2 Wo.)FI | Erstveröffentlichung: 11. November 2011 #1 in den finnischen DVD-Charts #6 in den Schweizer Musik DVD Charts #7 in den schwedischen DVD-Charts |

### Kompilationen
| Jahr | Titel Musiklabel                             | Höchstplatzierung, Gesamtwochen, AuszeichnungChartplatzierungen (Jahr, Titel, Musiklabel, Platzierungen, Wochen, Auszeichnungen, Anmerkungen) | Höchstplatzierung, Gesamtwochen, AuszeichnungChartplatzierungen (Jahr, Titel, Musiklabel, Platzierungen, Wochen, Auszeichnungen, Anmerkungen) | Höchstplatzierung, Gesamtwochen, AuszeichnungChartplatzierungen (Jahr, Titel, Musiklabel, Platzierungen, Wochen, Auszeichnungen, Anmerkungen) | Höchstplatzierung, Gesamtwochen, AuszeichnungChartplatzierungen (Jahr, Titel, Musiklabel, Platzierungen, Wochen, Auszeichnungen, Anmerkungen) | Anmerkungen                                                |
| Jahr | Titel Musiklabel                             | DE | AT | CH | FI | Anmerkungen                                                |
| ---- | -------------------------------------------- | --- | --- | --- | --- | ---------------------------------------------------------- |
| 2005 | The End of This Chapter Nuclear Blast        | — | — | — | — | Erstveröffentlichung: 24. August 2005                      |
| 2006 | The Collection Nuclear Blast                 | — | — | — | FI16 Gold · (8 Wo.)FI | Erstveröffentlichung: 25. November 2006 Verkäufe: + 22.000 |
| 2022 | Acoustic Adventures – Volume One Atomic Fire | DE64 (1 Wo.)DE | — | CH50 (1 Wo.)CH | FI5 (1 Wo.)FI | Erstveröffentlichung: 21. Januar 2022                      |
| 2022 | Acoustic Adventures – Volume Two Atomic Fire | DE93 (1 Wo.)DE | — | — | FI25 (1 Wo.)FI | Erstveröffentlichung: 30. September 2022                   |

### EPs
- 2000: Successor
- 2001: Orientation
- 2003: Takatalvi
- 2004: Don’t Say a Word

### Tributealben
| Jahr | Titel Musiklabel                           | Höchstplatzierung, Gesamtwochen, AuszeichnungChartplatzierungen (Jahr, Titel, Musiklabel, Platzierungen, Wochen, Auszeichnungen, Anmerkungen) | Höchstplatzierung, Gesamtwochen, AuszeichnungChartplatzierungen (Jahr, Titel, Musiklabel, Platzierungen, Wochen, Auszeichnungen, Anmerkungen) | Höchstplatzierung, Gesamtwochen, AuszeichnungChartplatzierungen (Jahr, Titel, Musiklabel, Platzierungen, Wochen, Auszeichnungen, Anmerkungen) | Höchstplatzierung, Gesamtwochen, AuszeichnungChartplatzierungen (Jahr, Titel, Musiklabel, Platzierungen, Wochen, Auszeichnungen, Anmerkungen) | Anmerkungen |
| Jahr | Titel Musiklabel                           | DE | AT | CH | FI | Anmerkungen |
| ---- | ------------------------------------------ | --- | --- | --- | --- | ----------- |
| 2015 | A Tribute to Sonata Arctica Ouergh Records | — | — | — | — |             |

### Demos
- 1996: Agre Pamppers (als Tricky Means)
- 1996: Friend Till the End (als Tricky Means)
- 1997: Peacemaker (als Tricky Means)
- 1999: Fullmoon (als Tricky Means)

## Singles
| Jahr | Titel Musiklabel                     | Höchstplatzierung, Gesamtwochen, AuszeichnungChartplatzierungen (Jahr, Titel, Musiklabel, Platzierungen, Wochen, Auszeichnungen, Anmerkungen) | Höchstplatzierung, Gesamtwochen, AuszeichnungChartplatzierungen (Jahr, Titel, Musiklabel, Platzierungen, Wochen, Auszeichnungen, Anmerkungen) | Höchstplatzierung, Gesamtwochen, AuszeichnungChartplatzierungen (Jahr, Titel, Musiklabel, Platzierungen, Wochen, Auszeichnungen, Anmerkungen) | Höchstplatzierung, Gesamtwochen, AuszeichnungChartplatzierungen (Jahr, Titel, Musiklabel, Platzierungen, Wochen, Auszeichnungen, Anmerkungen) | Anmerkungen |
| Jahr | Titel Musiklabel                     | DE | AT | CH | FI | Anmerkungen |
| ---- | ------------------------------------ | --- | --- | --- | --- | ----------- |
| 1999 | UnOpened Spinefarm Records           | — | — | — | FI16 (1 Wo.)FI |             |
| 2001 | Wolf & Raven Spinefarm Records       | — | — | — | FI3 (8 Wo.)FI |             |
| 2001 | Last Drop Falls Spinefarm Records    | — | — | — | FI3 (15 Wo.)FI |             |
| 2003 | Victoria’s Secret Spinefarm Records  | — | — | — | FI1 (8 Wo.)FI |             |
| 2003 | Broken Spinefarm Records             | — | — | — | FI3 (10 Wo.)FI |             |
| 2004 | Don’t Say a Word Nuclear Blast       | — | — | — | FI1 (12 Wo.)FI |             |
| 2004 | Shamandalie Nuclear Blast            | — | — | — | FI3 (9 Wo.)FI |             |
| 2006 | Replica 2006 Nuclear Blast           | — | — | — | FI1 (3 Wo.)FI |             |
| 2007 | Paid in Full Nuclear Blast           | — | — | — | FI1 (7 Wo.)FI |             |
| 2009 | The Last Amazing Grays Nuclear Blast | — | — | — | FI3 (3 Wo.)FI |             |

Weitere Singles
- 2012: I Have a Right
- 2012: Shitload of Money
- 2013: Alone in Heaven
- 2014: The Wolves Die Young
- 2014: Cloud Factory
- 2014: Love
- 2015: Christmas Spirit
- 2016: Closer to an Animal
- 2017: Ei Oo Muutako (mit dem PS Kemi)
- 2019: A Little Less Understanding
- 2019: Cold
- 2019: Who Failed the Most
- 2024: First in Line
- 2024: Dark Empath
- 2024: A Monster Only You Can’t See
- 2024: California

### Coversongs
- 1999: Crash and Burn, Offiziell von Yngwie Malmsteen, nur Live[3]
- 2000: Black Diamond, Original von Stratovarius, offiziell nie veröffentlicht
- 2001: Die with Your Boots On, Original von Iron Maiden, veröffentlicht auf Orientation (EP)
- 2001: The Wind Beneath My Wings, Original von Bette Midler, veröffentlicht auf Orientation (EP)
- 2003: Hava Nagila, als "The Cage/Vodka"
- 2003: Still Loving You, Original von Scorpions, veröffentlicht auf Takatalvi (EP)
- 2003: Fade to Black, Original von Metallica, veröffentlicht auf Takatalvi
- 2003: I Want Out, Original von Halloween, veröffentlicht auf Takatalvi (EP)
- 2004: World in My Eyes, Original von Depeche Mode
- 2004: Two Minds, One Soul, Original von Vanishing Point, veröffentlicht auf Don’t Say a Word (EP)
- 2005: Excuse Me While I Kill Myself, Original von Sentenced, nur Live[3]
- 2007: Out in the Fields, Original von Gary Moore, Veröffentlichung auf Unia (Album)
- 2010: I Want Out, Original von Halloween, veröffentlicht auf Takatalvi Re-release (EP)
- 2010: The Wind Beneath My Wings, Original von Iron Maiden, veröffentlicht auf Takatalvi Re-release (EP)
- 2012: Wanted Dead or Alive, Original von Bon Jovi, nur Live[3]
- 2014: I Can’t Dance, Original von Genesis, Veröffentlicht auf Ecliptica Revisited: 15th Anniversary Edition (Album)
- 2016: Run to You, Original von Bryan Adams, veröffentlicht auf The Ninth Hour (Album)
- 2024: Toy Soldiers, Original von Martika, veröffentlicht auf Clear Cold Beyond (Album)

## Musikvideos
| Jahr | Titel                   | Regie                            |
| ---- | ----------------------- | -------------------------------- |
| 2007 | Paid in Full            |                                  |
| 2007 | Flag in Ground          |                                  |
| 2012 | Shitload of Money       | Tuukka Temonen                   |
| 2012 | In Have a Right         | Tuukka Temonen                   |
| 2012 | Alone in Heaven         |                                  |
| 2014 | The Wolves Die Young    | Patric Ullaeus                   |
| 2014 | Love                    | Patric Ullaeus                   |
| 2016 | Life                    | Ville Juurikkala                 |
| 2019 | Cold                    | Patric Ullaeus                   |
| 2019 | Who Failed the Most     | Patric Ullaeus                   |
| 2022 | For the Sake of Revenge | Ahti Nykänen & Hannes Vartiainen |
| 2024 | Dark Empath             | Miikka Lommi                     |
| 2024 | California              | Jarkko Piipari                   |

## Statistik

### Chartauswertung
|                     | DE     | AT    | CH     | FI     |
| ------------------- | ------ | ----- | ------ | ------ |
| Nummer-eins-Alben   | DE—DE  | AT—AT | CH—CH  | FI3FI  |
| Top-10-Alben        | DE—DE  | AT—AT | CH—CH  | FI11FI |
| Alben in den Charts | DE11DE | AT7AT | CH10CH | FI14FI |

|                       | DE    | AT    | CH    | FI     |
| --------------------- | ----- | ----- | ----- | ------ |
| Nummer-eins-Singles   | DE—DE | AT—AT | CH—CH | FI4FI  |
| Top-10-Singles        | DE—DE | AT—AT | CH—CH | FI9FI  |
| Singles in den Charts | DE—DE | AT—AT | CH—CH | FI10FI |

### Auszeichnungen für Musikverkäufe
Anmerkung: Auszeichnungen in Ländern aus den Charttabellen bzw. Chartboxen sind in ebendiesen zu finden.
| Land/RegionAuszeichnungen für Musikverkäufe (Land/Region, Auszeichnungen, Verkäufe, Quellen) | Gold     | Platin | Verkäufe | Quellen |
| -------------------------------------------------------------------------------------------- | -------- | ------ | -------- | ------- |
| Finnland (IFPI)                                                                              | 9× Gold9 | —      | 187.749  | ifpi.fi |
| Insgesamt                                                                                    | 9× Gold9 | —      |          |         |